# Albert Henry
Sir Albert Royle Henry (ur. 1907, zm. 1981) – polityk Wysp Cooka; pierwszy premier tego terytorium po uzyskaniu statusu państwa stowarzyszonego z Nową Zelandią od 4 sierpnia 1965 do 25 lipca 1978; założył w 1964 Partię Wysp Cooka (Cook Islands Party).